# Claude-Louis Navier
Claude-Louis Navier (francès: Henri Navier)  (Dijon, 10 de febrer de 1785 - París, 21 d'agost de 1836) fou un matemàtic i enginyer francès, deixeble de Joseph Fourier. Va treballar en el camp de les matemàtiques aplicades a l'enginyeria, especialment a l'elasticitat i la mecànica de fluids.

## Vida
Navier era fill d'un advocat de Dijon, però va quedar orfe de pare als vuit anys i l'oncle de la seva mare, Emiland Gauthey, un reputat enginyer civil de París es va encarregar de la seva educació. El 1802, amb disset anys, va ingressar a l'École Polytechnique i, en acabar els seus estudis, va continuar al l'École des Ponts et Chaussées.
L'any 1807 va ser nomenat enginyer ordinari dels Cos d'Enginyers i en els anys següents va dirigir diverses obres públiques entorn de París. El 1817 va ser nomenat enginyer de primera classe i el 1822 enginyer en cap. Entre 1806 i 1819 va editar i publicar les obres del seu oncle i mestre, Emiland Gauthey, i el 1819 va reeditar els tractats d'enginyeria de Bernard Forest de Belidor, afegint-hi totes les observacions matemàtiques per a la seva fidel comprensió.
A partir de 1819 va ser professor de mecànica aplicada de l'École de Ponts et Chaussées i des de 1831 també ho va ser a l'École Polytechnique.

## Obra
És especialment conegut per les seves aportacions a la mecànica de fluids, ja que va formular les equacions que descriuen la dinàmica d'un fluid no compressible (vegeu l'article «Hidrodinàmica»). Aquestes equacions es coneixen avui dia com a «equacions de Navier-Stokes». Tot i que van ser formulades ja fa dos-cents anys, continuen formant part dels problemes del mil·lenni perquè encara no s'ha trobat la forma de demostrar l'existència i la regularitat de les seves solucions.
També és el precursor del càlcul d'estructures mitjançant els seus treballs de 1820-1821 sobre sòlids elàstics.
El seu cognom, Navier, apareix inscrit a la Torre Eiffel

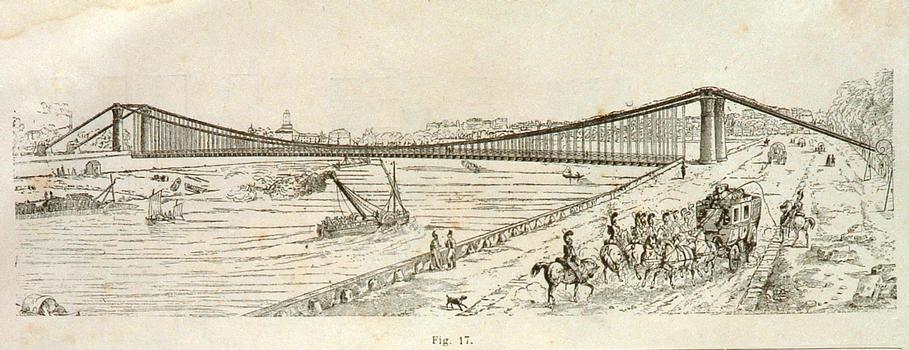
Dibuix del projecte de pont penjant de Navier sobre el Sena a París. El dibuix conté algun anacronisme, ja que no hi havia vaixells de vapor navegant el Sena en aquella època.

## El Pont des Invalides
Navier va ser un pioner en l'estudi de la resistència dels materials d'ús civil. El 1821 i el 1823 va viatjar a la Gran Bretanya per estudiar els ponts penjants; fruit d'aquests viatges va ser el seu llibre de 1823 en el que abordava el tema de forma matemàtica per primera vegada, establint un nou paradigma constructiu. Aquest mateix any, Navier va presentar una memòria per la construcció d'un pont penjant sobre el Sena, davant de l'esplanada dels Invalides, que enllaçaria aquesta esplanada amb els Champs-Élysées (avui en dia és el Pont Alexandre III); la memòria va ser aprovada pel Ministre del Interior i es va concedir la construcció a una companyia privada a canvi dels peatges dels primers cinquanta-cinc anys. El projecte consistia en aixecar dues columnes d'estil egipci de tres metres de diàmetre i quinze metres d'alçada a cada banda del riu, separades uns 170 metres, entre les que passarien unes cadenes de ferro que suportarien una plataforma de 9,5 metres d'amplada i un pes de 600 tones.
La construcció va començar de forma immediata, però la nit del 6 al 7 de setembre de 1826, quan el pont era gairebé llest, es va rebentar una canonada i la inundació d'aigua posterior va afectar greument els ancoratges de les cadenes que suportaven el pont per la banda dreta del riu. Sembla que el mal era perfectament reparable, però el consell municipal de París va decidir cancel·lar el projecte i desmantellar la construcció.
Aquest fracàs va ser objecte de les més sarcàstiques bromes per part de la premsa de la capital francesa, tant és així que, anys després de la mort de Navier, encara Honoré de Balzac va ironitzar sobre el pont en un dels seus llibres:
| «                                             | fr La France entiére a vu le dèsastre, au coeur de Paris, du premier pont suspendu que voulut élever un ingènieur, membre de l'Acadèmie des sciences, triste chute qui fut causée par des fautes que ni le constructeur du canal de Briare, sous Henri IV, ni le moine qui a bâti le Pont Royal, n'eussent faites et que l'Administration consola en appelant cet ingènieur au conseil gènèral. | ca Tota França va veure al cor de París el desastre del primer pont penjant que va voler construir un enginyer membre de l'Acadèmia de Ciències; trista caiguda que va ser causada per uns errors que ni el constructor del canal de Briare, sota Enric IV, ni el monjo que va construir el Pont Royal haguessin comés; l'Administració, però, va consolar aquest enginyer fent-lo membre del Consell General. | » |
| — Honoré de Balzac, Le Curé de Village (1841) | | |   |